# Brutale corteggiamento
Con Brutale corteggiamento si indica un conflitto che vide contrapposti il Regno d'Inghilterra e il Regno di Scozia dal novembre del 1542 al marzo del 1551.
La guerra venne scatenata da Enrico VIII d'Inghilterra nel tentativo di forzare gli scozzesi ad accettare il matrimonio fra suo figlio Edoardo e Maria Stuarda; gli scozzesi dal canto loro poterono contare sull'aiuto dei francesi in virtù dell'Auld Alliance che univa i loro due paesi. Alla morte di Enrico il suo erede Edoardo VI d'Inghilterra continuò a combattere finché le circostanze mutarono in maniera tale da rendere la guerra inutile. Il "Brutale corteggiamento" fu l'ultimo grande conflitto fra le due nazioni prima dell'Unione delle corone che avvenne con l'avvento al trono di Giacomo VI di Scozia al trono inglese, con l'eccezione forse dell'Assedio di Leith del 1560 che faceva parte delle Guerre anglo-scozzesi che imperversavano in quel periodo.

## Il mancato matrimonio
In Scozia questo conflitto veniva chiamato con il nome di Guerra dei nove anni, la parola corteggiamento venne usata per la prima volta da Walter Scott e l'espressione di brutale corteggiamento apparve nei libri di storia a partire dal 1850. Nell'800 la guerra era già finita da un pezzo e le sue basi si collocano nel lontano 1542 quando l'esercito scozzese subì una sonora sconfitta alla Battaglia di Solway Moss combattuta il 24 novembre di quell'anno. Poco dopo, il 14 dicembre re Giacomo V di Scozia morì lasciando come unica erede la figlia di soli sei giorni Maria e il regno in mano alla moglie, la francese Maria di Guisa.
Pochi mesi dopo, il 1º luglio 1543 Inghilterra e Scozia firmarono il Trattato di Greenwich dove re Enrico VIII d'Inghilterra ed il reggente James Hamilton, Duca di Châtellerault si accordarono per far sposare la piccola Maria con il figlio del re Edoardo. Tuttavia Hamilton fu a lungo riluttante circa questa condizione, poiché le spinte interne del suo paese puntavano a far sposare la principessa con un principe francese in modo che la religione cattolica potesse sopravvivere. Queste spinte venivano da profondi dissidi intestini, alla politica di Hamilton, infatti, si opponevano il Clan Douglas e Matthew Stuart. Le due fazioni arrivarono a scontrarsi nella Battaglia di Glasgow del 16 dicembre 1544 e in tutto questo gli scozzesi dovettero anche fronteggiare l'ira di Enrico che si era accesa quando il Parlamento di Scozia aveva rigettato il trattato nel dicembre del 1543 ed il 20 dicembre Enrico dichiarò guerra.
Tuttavia la situazione rimase per lo più tranquilla fino all'anno seguente quando gli inglesi si lanciarono nell'Incendio di Edimburgo che si consumò nella primavera del 1544 sotto la guida di Edward Seymour, I duca di Somerset e di John Dudley, I duca di Northumberland. L'incendio venne ordinato da Seymour così come egli volle che Enrico venisse proclamato re di Scozia, evento questo che portò l'ignominia sul Cardinale David Beaton. Seymour avrebbe anche voluto mettere un presidio a Leith, ma il Consiglio privato di sua maestà vi pose il veto, dal canto suo Enrico avrebbe voluto che venisse bruciata anche la città di Saint Andrews, ma Seymour obiettò che la distanza avrebbe potuto costituire un grosso problema.
Dopo che gli inglesi ebbero bruciato il villaggio di Saint Monans ed ebbero preso diverse barche da pesca per poterle usare come mezzi da sbarco si diressero a Granton e da lì a Leith che venne quindi occupata. Seymour negoziò quindi con Adam Otterburn, Sindaco di Edimburgo, ma questi aveva avuto l'ordine di non scendere a patti, gli inglesi perciò entrarono in città e appiccarono i fuochi. Il Castello di Edimburgo venne difeso da alcuni cannoni che dominavano il Royal Mile e si salvò. Secondo le fonti dell'epoca la gran parte delle case che si trovavano entro le mura o nelle loro immediate vicinanze andò perduta e lo stesso destino toccò all'Holyrood Palace e all'adiacente abbazia. Nel frattempo le truppe entrate a Leith saccheggiarono il villaggio e quando l'esercito inglese si volse verso casa cominciò a marciare, saccheggiare e bruciare tutto quello che incontrava sul proprio cammino.
Poco dopo la loro partenza Hamilton rilasciò Archibald Douglas, VI conte di Angus e George Douglas di Pittendreich entrambi tenuti prigionieri nel Castello di Blackness, i due erano stati a favore del matrimonio fra Maria ed Edoardo e tale convincimento li aveva portati alla reclusione, tuttavia adesso Hamilton aveva bisogno del supporto della potente famiglia Douglas per far fronte alle rappresaglie inglesi. Poco dopo l'invasione William Eure, I barone Eure fece un certo numero di raid appena oltre confine nella zona di Berwick-upon-Tweed, durante i quali fece bruciare case e saccheggiare villaggi. Negli scontri che seguirono gli scozzesi portarono a casa una vittoria nella Battaglia di Ancrum Moor del 27 febbraio 1545 e quando il 6 giugno 1546 venne stilato il Trattato di Ardrés che poneva fine alla guerra italiana del 1542-1546 anche la Scozia vi prese parte e fra lei e l'Inghilterra vi furono 18 mesi di pace. Poco prima i proprietari terrieri di religione protestante della zona di Fife avevano ucciso il francofilo cardinal Beaton, precisamente nel mese di maggio, presso il Castello di Saint Andrews. Questi misero poi il castello sotto assedio: in questo modo si schierarono contro Hamilton nella speranza che i correligionari inglesi venissero in loro soccorso.

## Verso la pace
Gli inglesi tenevano ancora un forte a Langholm, sulla zona di confine, Hamilton avrebbe voluto farli sgomberare e non potendo riuscirci per via diplomatica tentò quella della forza. Il primo venne fatto nel giugno 1547 ed andò a vuoto, ma il secondo, effettuato il 17 luglio andò a buon fine. Nello stesso momento una flotta francese attaccò il Castello di Saint Andrews ancora in mano ai protestanti riuscendo a strapparglielo via. Nel mese di settembre gli inglesi placarono i loro dissensi interni invadendo ancora la Scozia e vincendo alla Battaglia di Pinkie Cleugh, presso Musselburgh, così che la parte meridionale del paese si ritrovò pressoché interamente occupata dagli inglesi. Haddington fu occupata dopo un lungo assedio ed il Castello di Broughty venne ugualmente occupato.
A partire dal 5 aprile 1548 Robert Bowes (1495forse-1554) cominciò a costruire un forte presso Lauder, intanto i francesi aumentarono la consistenza dei loro aiuti mettendo al servizio degli scozzesi i servigi dell'ingegnere italiano Migliorino Ubaldini che migliorò le difese del Castello di Edimburgo e di quelle di Dunbar, entro il 16 giugno oltre 10 000 francesi sbarcarono a Leith e con l'aiuto dell'artiglieria si apprestarono a strappare Haddington agli inglesi.
Nel frattempo la principessa Maria venne portata in salvo in Francia e lì fidanzata con il delfino Francesco II di Francia nell'agosto 1548, mentre il fiorentino Piero Strozzi si preparò a fortificare Leith, di nuovo in mano agli scozzesi. Dal maggio 1549 sui confini stazionavano numerosi uomini inglesi insieme a mercenari spagnoli e italiani e soldati tedeschi, dal canto loro gli scozzesi, forti dell'aiuto francese, furono in grado di resistere adeguatamente.
Gli inglesi abbandonarono infine anche Haddington il 19 settembre 1549 e con il conseguente Trattato di Boulogne redatto tra Francia ed Inghilterra il 24 marzo 1550 le ostilità cessarono. La pace riguardava innanzitutto queste due nazioni e già una settimana prima il Concilio privato aveva mandato ordini ai comandanti inglesi di non combattere ulteriormente. Come parte del trattato sei ostaggi per parte dovevano essere rilasciati, fra questi per la Francia vi erano Claudio di Guisa, fratello della regina Maria, e Claude d'Annebault, mentre per l'Inghilterra v'erano George Talbot, VI conte di Shrewsbury ed Henry FitzAlan, XIX conte di Arundel. Tutti gli ostaggi tornarono alle rispettive patrie entro il mese di agosto, re Enrico II di Francia organizzò a Rouen un'entrata trionfale per i compatrioti che tornavano e all'evento erano presenti sia Maria di Guisa che la figlia Maria Stuarda.
Una pace separata venne fatta fra la Scozia ed il Sacro Romano Impero principalmente perché venissero risolte alcune dispute concernenti la pirateria. Il Trattato di Norham fu stipulato fra Hamilton e Carlo V d'Asburgo il 1º maggio 1551 e da quel momento ogni presenza militare inglese in territorio scozzese cessò. Nell'ottobre dello stesso anno Maria di Guisa si recò di persona a Portsmouth per incontrare Edoardo VI a Londra. La pace conclusa al Castello di Norham era stata stipulata sotto le seguenti condizioni, gli inglesi dovevano lasciare la Scozia, la linea di confine doveva tornare a com'era prima della guerra, la proprietà di Edrington doveva tornare agli scozzesi così come i diritti di pesca nel Tweed e tutti gli ostaggi e i prigionieri dovevano essere resi.